# Hitomi Tanaka
Hitomi Tanaka (田中 瞳 Tanaka Hitomi?), också känd som Hitomi, född den 18 juli 1986 i Kumamoto, Japan, är en japansk porrskådespelerska.
Tanaka är känd för att ha mycket stora, naturliga bröst, storlek 75 O.

## Priser och nomineringar
| År   | Utmärkelse | Resultat | Kategori              | Nominerat verk |
| ---- | ---------- | -------- | --------------------- | -------------- |
| 2016 | AVN Award  | Vinst    | Fan Award: Best Boobs | i.u.           |